# جي. ميشيل ديون
جي. ميشيل ديون هو مؤرخ وسياسي كندي، ولد في 22 أبريل 1943 في مدينة كيبك في كندا. انتخب Lieutenant Governor of Quebec ‏ (24 سبتمبر 2015 – ).